# بود پیاسچنه
بود پیاسچنه (به لهستانی:  Budy Piaseczne) یک روستا در لهستان است که در گمینا زاویز واقع شده‌است.